# レチョー
レチョー（ハンガリー語: Lecsó、[ˈlɛtʃoʊ] LETCH-oh、チェコ語: lečo、スロバキア語: lečo、ドイツ語: Letscho、ポーランド語: leczo）は、ハンガリーのどろっとした野菜のラグーないしシチュー。黄色いパプリカやトマト、タマネギ、塩と挽いたパプリカ（辛いパプリカも可）が伝統的な基本のレシピである。タマネギとパプリカはラードやベーコンの油、ひまわり油でソテーしておく。ニンニクを入れる場合もある。チェコやスロバキア、ユーゴスラビアでも伝統料理とされるほか、ポーランドやオーストリア、イスラエルでも一般的なメニューである。
パプリカは、ハンガリアンワックスの最も辛みが弱いものが好まれる。ハンガリアンワックスの旬は8月から10月で、トマトの旬と重なる。ピーマンやバナナピーマンを使うこともある。